# Cymbidium aloifolium
Cymbidium aloifolium är en orkidéart som först beskrevs av Carl von Linné, och fick sitt nu gällande namn av Olof Swartz. Cymbidium aloifolium ingår i släktet Cymbidium, och familjen orkidéer. Inga underarter finns listade i Catalogue of Life.

## Bildgalleri

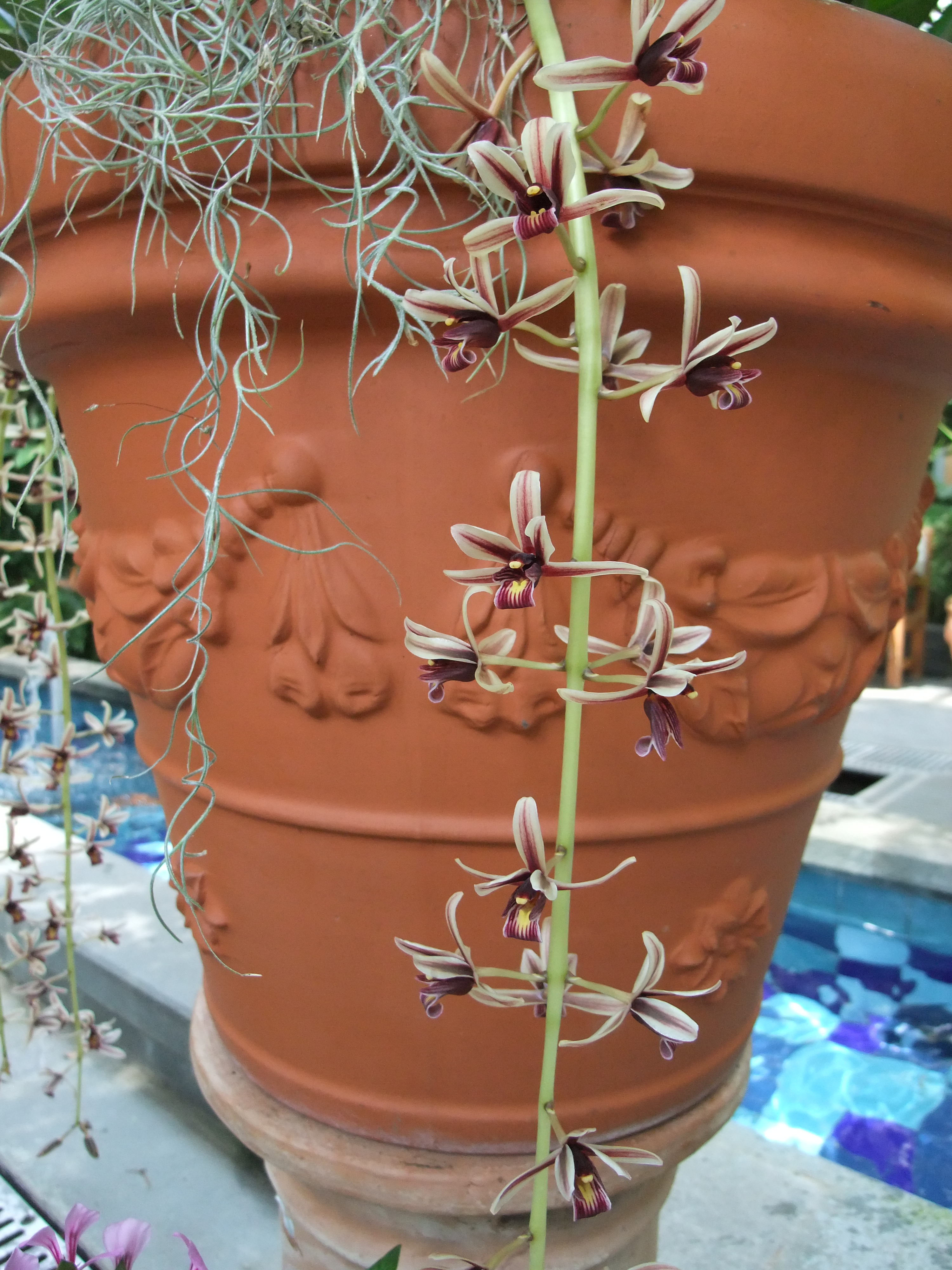
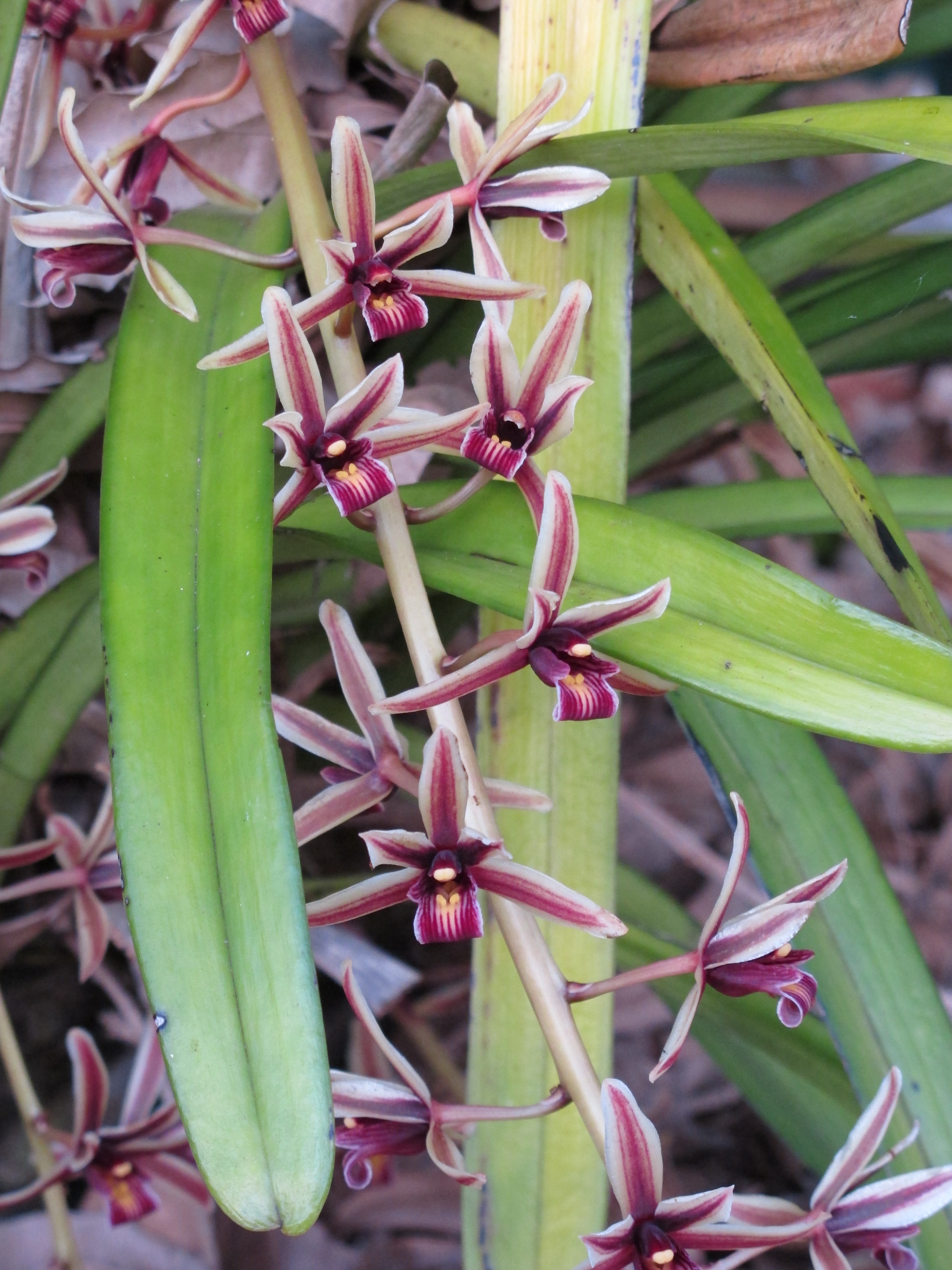
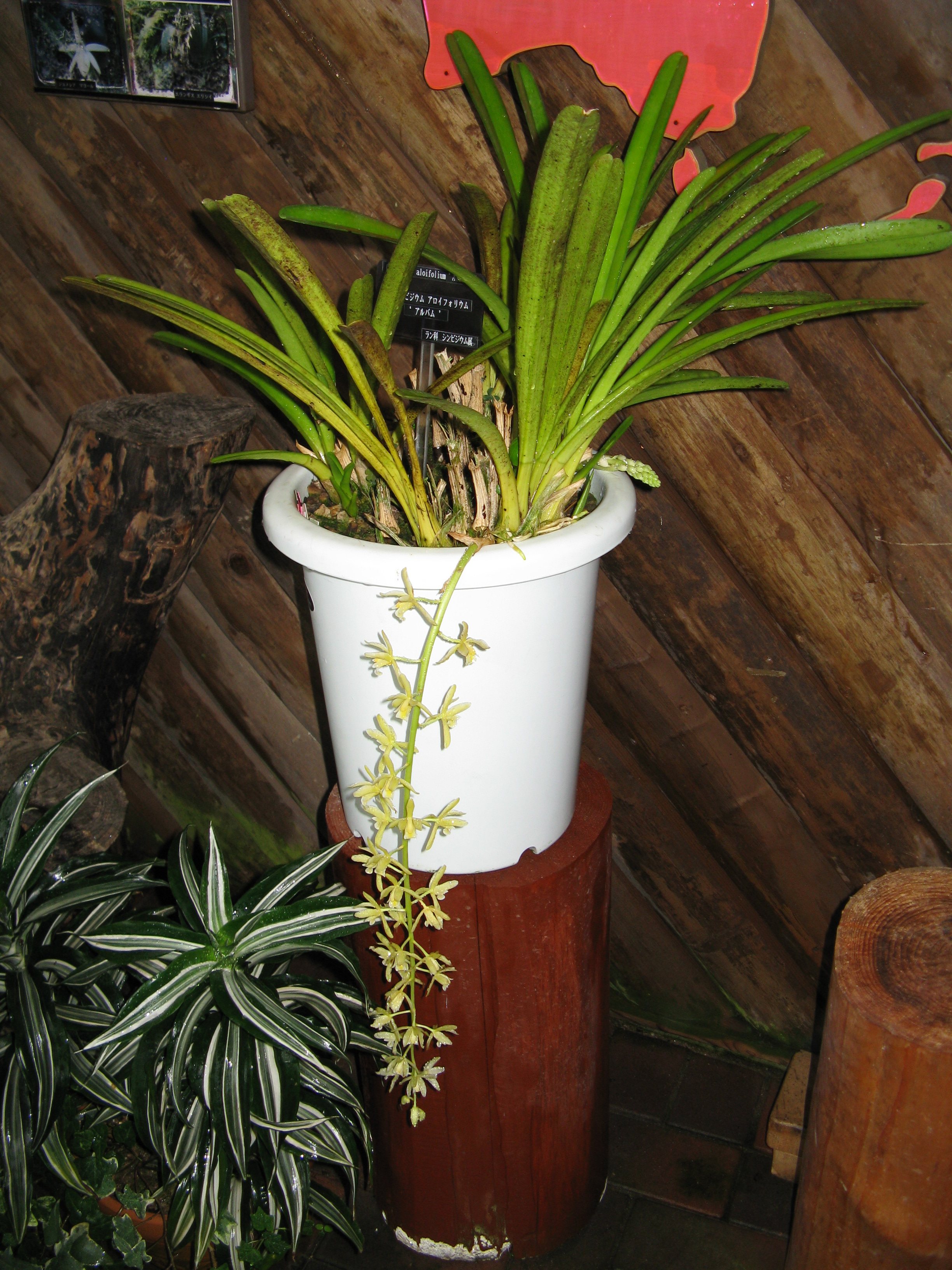
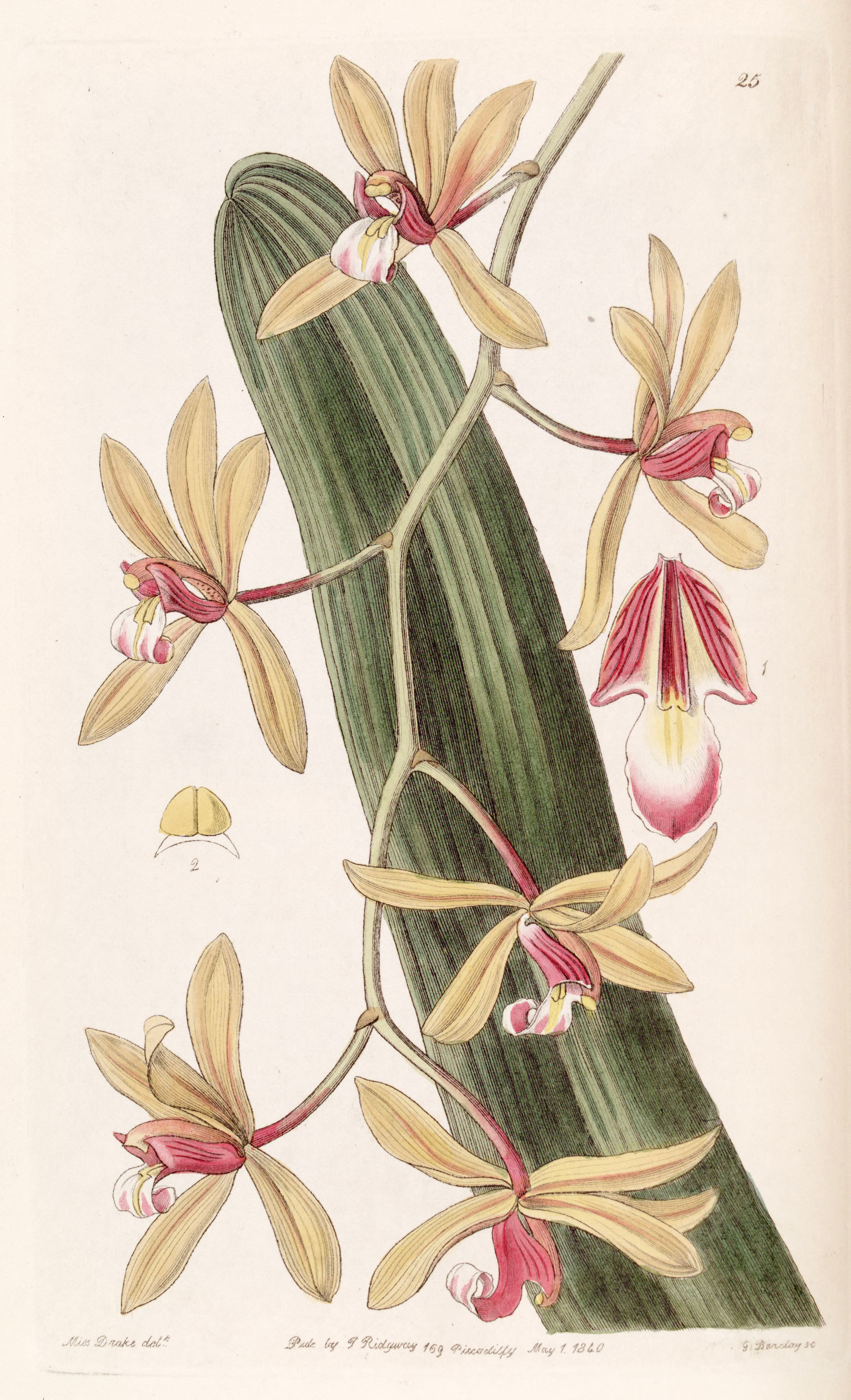
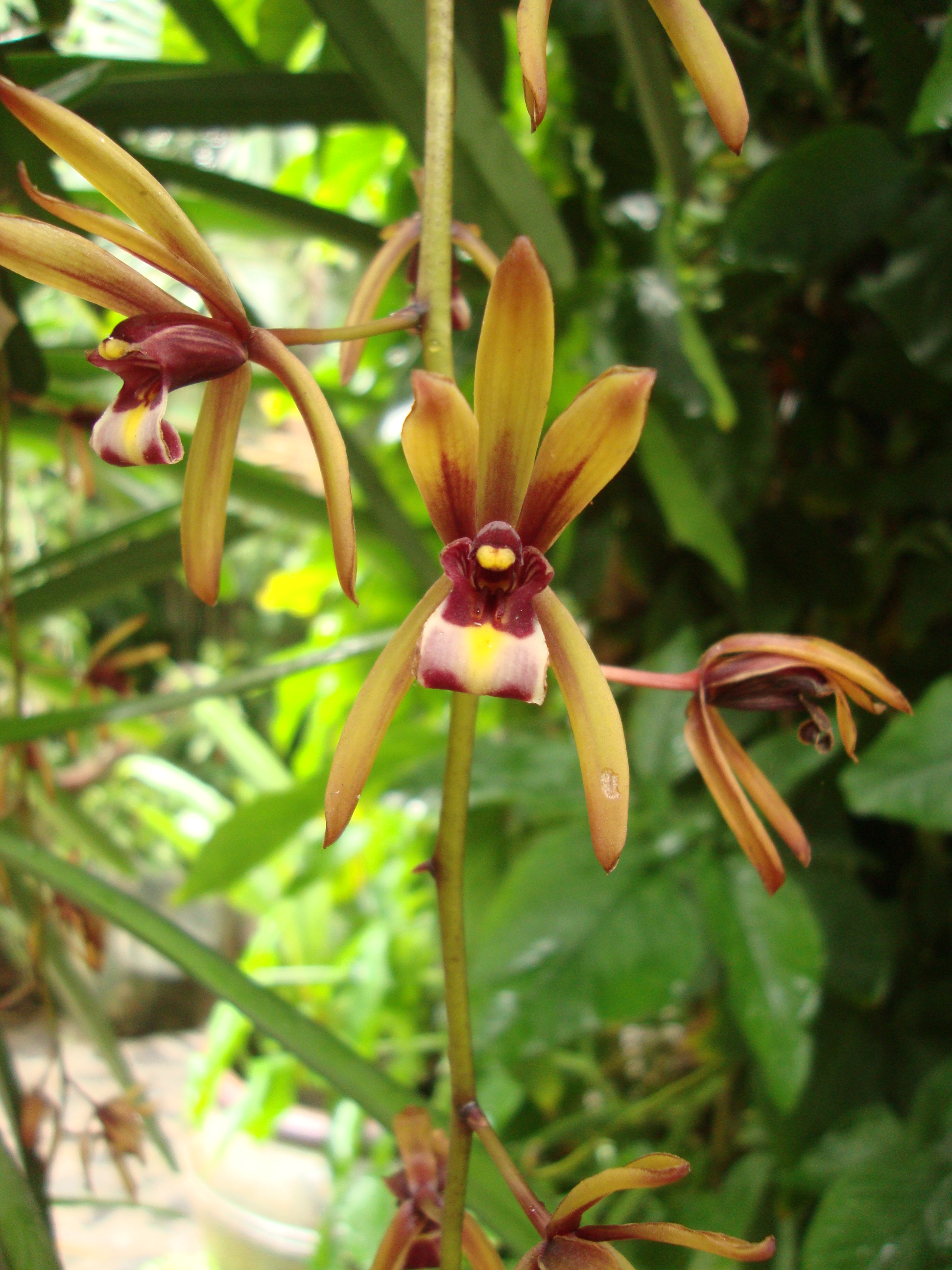
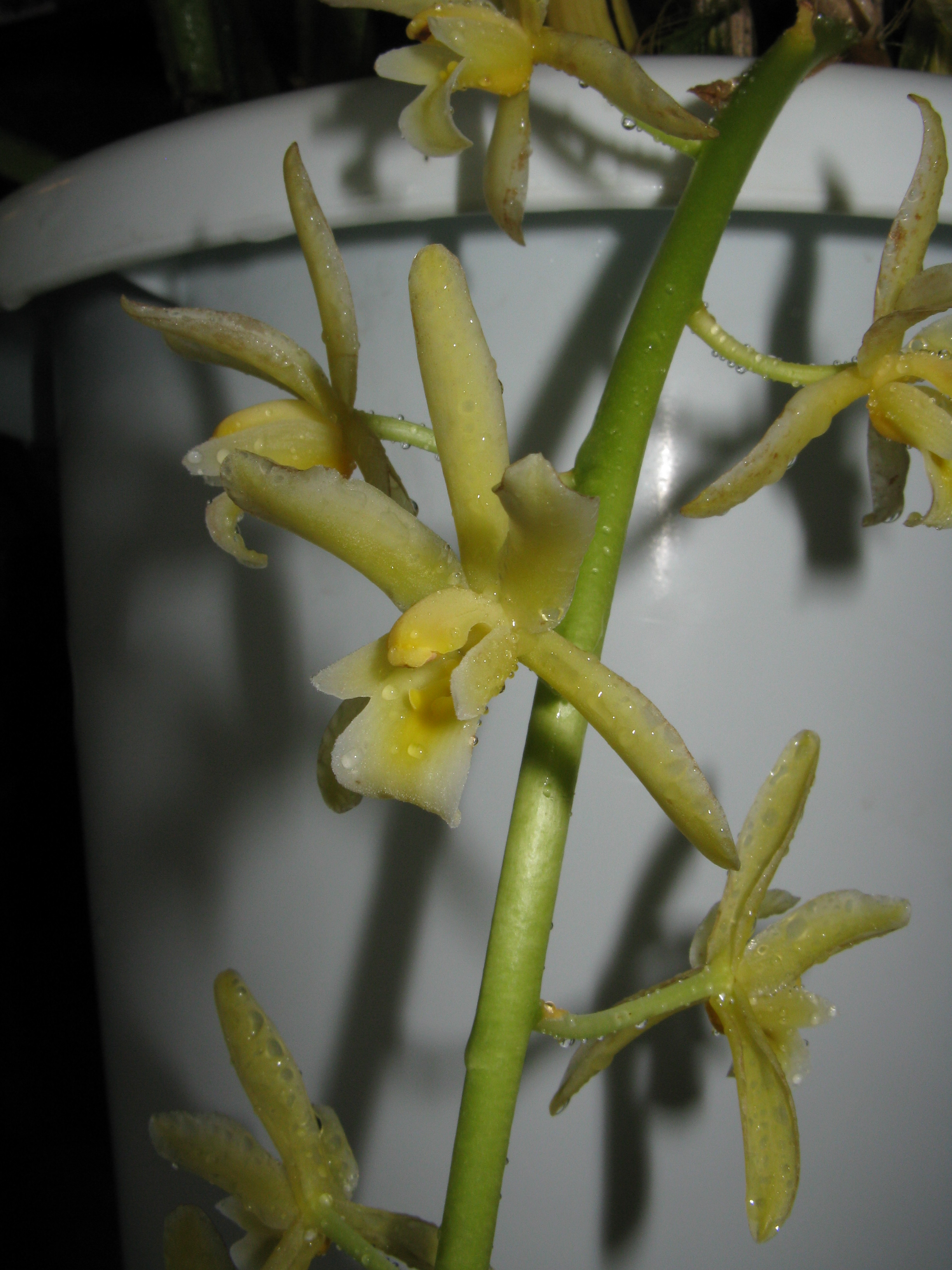